# 軟質棕櫚油
軟質棕櫚油是棕櫚油的液體分提物。棕櫚油最常見的三大粗分提物為硬質棕櫚油 (palm stearin)、棕櫚油中間分提物 (palm mid-fraction) 及軟質棕櫚油 (palm olein)，相較於棕櫚油，軟質棕櫚油的飽和脂肪較少，由38.3%棕櫚酸、42.1%油酸以及10.6%亞麻油酸所組成，在室溫下呈現澄清透明，但在低溫下仍會結晶。經研究軟質棕櫚油的澄清度會受到三酸甘油酯組成、碘價以及二酸甘油酯 (diacylglycerol) 含量影響，碘價越高越澄清。為符合消費者對烹調用油的使用習慣與澄清透明狀態的偏好，而將軟質棕櫚油再進一步分提可得到碘價更高，飽和脂肪更少的超級軟質棕櫚油，相較於軟質棕櫚油在10℃下約有37%的固脂率，超級軟質棕櫚油則僅有17%固脂率，碘價通常介於63-65之間，在低溫下冷凍穩定性更佳。

## 在烹調與油炸上的應用
為使食用油的品質穩定，最常見的方法即為調整脂肪酸組成。前人研究發現，將不同油脂調合可以提升營養價值及擴大產品的應用範圍，如油炸使用，常見以多元不飽和程度高的油脂與含有較飽和或富含高含量單元不飽和的油脂進行搭配調合。由於軟質棕櫚油氧化安定性佳，相較於其他植物油脂如葵花油、大豆油、花生油，其酸敗速率明顯較慢，常被用於與其他油種混合以改善其他植物油的油炸品質與穩定性，例如大豆油、葵花油與橄欖油等，因此在油炸及烹調用量上有遽增的趨勢，軟質棕櫚油亦為馬來西亞最主要的家庭煎炸用油。

## 營養研究
由於棕櫚油有高含量屬飽和脂肪酸的棕櫚酸，所以軟質棕櫚油常被拿來跟其他的油脂比較其對心血管疾病與血脂的影響。有眾多研究結果指出，與其他油脂相比，軟質棕櫚油不會特別造成血脂及脂蛋白組成的變化，甚至或許具有降低血脂濃度的作用，因此軟質棕櫚油不會提高罹患心血管疾病的風險。例如與橄欖油相較，軟質棕櫚油可降低血漿三酸甘油酯濃度，且在心血管疾病的風險指標物方面，如血漿HDL、胰島素以及葡萄糖濃度上與橄欖油皆無顯著差異，而也有人體研究比較攝取軟質棕櫚油、椰子油及初榨橄欖油三者對於心血管疾病和發炎反應上的影響，結果三者間發炎相關的細胞激素及發炎指標濃度變化也無顯著差異。